# Comunità montana della Media e Bassa Val di Vara
La Comunità montana della Media e Bassa Val di Vara era un comprensorio montano della Liguria, in provincia della Spezia, formato dai comuni di: Beverino, Bolano, Borghetto di Vara, Brugnato, Calice al Cornoviglio, Follo, Pignone e Riccò del Golfo di Spezia.
L'ente locale aveva sede a Bolano.

## Storia
L'ente era stato istituito dopo le approvazioni delle leggi regionali n° 15 e 27 del 1973, emanate dalla Regione Liguria dopo l'istituzione ufficiale delle Comunità montane con la legge n° 1102 del 3 dicembre 1971.
Con le nuove disposizioni della Legge Regionale n° 6 del 1978 la comunità montana assumeva, direttamente dalla regione, le funzioni amministrative in materia di agricoltura, sviluppo rurale, foreste e antincendio boschivo.
Con la disciplina di riordino delle comunità montane, regolamentate con la Legge Regionale n° 24 del 4 luglio 2008 e in vigore dal 1º gennaio 2009, l'ente locale era stato unito alla Comunità montana dell'Alta Val di Vara che aveva portato all'istituzione della nuova Comunità montana Val di Vara delegando la stessa alle funzioni amministrative in materia di agricoltura, sviluppo rurale, foreste e antincendio boschivo.

## Amministrazioni
- Beverino
- Bolano
- Borghetto di Vara
- Brugnato
- Calice al Cornoviglio
- Follo
- Pignone
- Riccò del Golfo